# Motorjesus
Motorjesus (oder auch: Motorjupp) ist eine deutsche Hard-Rock-Band aus Mönchengladbach, die 1990 unter dem Namen „The Shitheadz“ gegründet wurde.

## Geschichte
Von 1997 bis 2003 erschienen drei Demo-Aufnahmen, bevor 2004 das erste Studioalbum veröffentlicht wurde. Dieses musste aufgrund von Zensur in einigen Ländern unter dem Namen „XHeadz“ herausgebracht werden, woraufhin sich die Gruppe 2006 in „Motorjesus“ umbenannte. Der neue Bandname stammt von dem gleichnamigen Stück des ersten Albums. Im selben Jahr erschien das zweite Album unter dem neuen Namen.
Im Mai 2008 verließen drei Bandmitglieder hauptsächlich aus zeitlichen Gründen Motorjesus. Auf der Suche nach neuen Musikern trafen die beiden verbliebenen Mitglieder auf drei, ebenfalls von Umstrukturierungen betroffene, Mitglieder der Band The Fyredogs, die sich Motorjesus anschlossen. In dieser Konstellation bestand die Band von Sommer 2008 bis März 2009. 2009 wurde die Trennung von den drei neu hinzugekommenen Musiker bekannt gegeben.
Seit Ende 2010 spielt die Band erneut in ihrer langjährigen Besetzung, mit Ausnahme von Bassist Mark Neschen, der durch Roman Jasiczak am Bass ersetzt wurde. Somit war Gitarrist Guido Reuss das einzige verbleibende Gründungsmitglied.
Im Dezember 2010 wurde das Album Wheels of Purgatory veröffentlicht, in der Folge trat die Band bei zahlreichen Konzerten auf. 2011 spielten sie für eine Sonderausgabe des Metal Hammer als Tribute zum 20-jährigen Jubiläum der Veröffentlichung des Albums Metallica („The Black Album“) den Song Of Wolf and Man von Metallica ein. Die CD mit Coverversionen aller Stücke des Albums interpretiert von verschiedenen Bands erschien mit einem Sonderheft im August 2011.
Im Jahr 2012 sollte eigentlich das neue Album erscheinen, dies musste wegen gesundheitlicher Probleme des Sängers verschoben werden. Im Februar 2014 veröffentlichte die Band dann ihr viertes Album Electric Revelation, mit dem sie erstmals in die deutschen Charts einsteigen konnte.
Im Juli 2016 verließen Guido Reuss und Roman Jasiczak die Band. Von 2016 bis 2018 spielte Christof Leim von The New Black Gitarre bei Live-Shows. Mittlerweile werden Konzerte meist mit Patrick Wassenberg und Dominik Kwasny aus der Coverband von Sänger Chris Birx gespielt.
2018 erschien das Album Race to Resurrection und damit das erste Album, das die Band mit nur drei Mitgliedern aufgenommen hat. Es erreichte Platz 42 in den deutschen Charts.

## Diskografie

### Alben
- 2004: Dirty Pounding Gasoline als The Shitheadz (Locomotive Records)
- 2006: Deathrider (Locomotive Records)
- 2009: 100.000 Volt Survivor EP
- 2010: Wheels of Purgatory (Drakkar Entertainment)
- 2014: Electric Revelation (Drakkar Entertainment)
- 2018: Race to Resurrection (Drakkar Entertainment)
- 2021: Hellbreaker (AFM Records)
- 2025: Streets of Fire (Reaper/Warner)

### Demos
- 1997: 0.45 cal.
- 2001: Demonride (EP)
- 2003: Dirty Pounding Gasoline (EP)